# Mitchellville (Maryland)
Pour les articles homonymes, voir Mitchellville.
Mitchellville est une census-designated place située dans le comté du Prince George, dans l’État du Maryland, aux États-Unis. Lors du recensement de 2020, elle comptait 11 136 habitants.